# 2002年大西洋飓风季时间轴

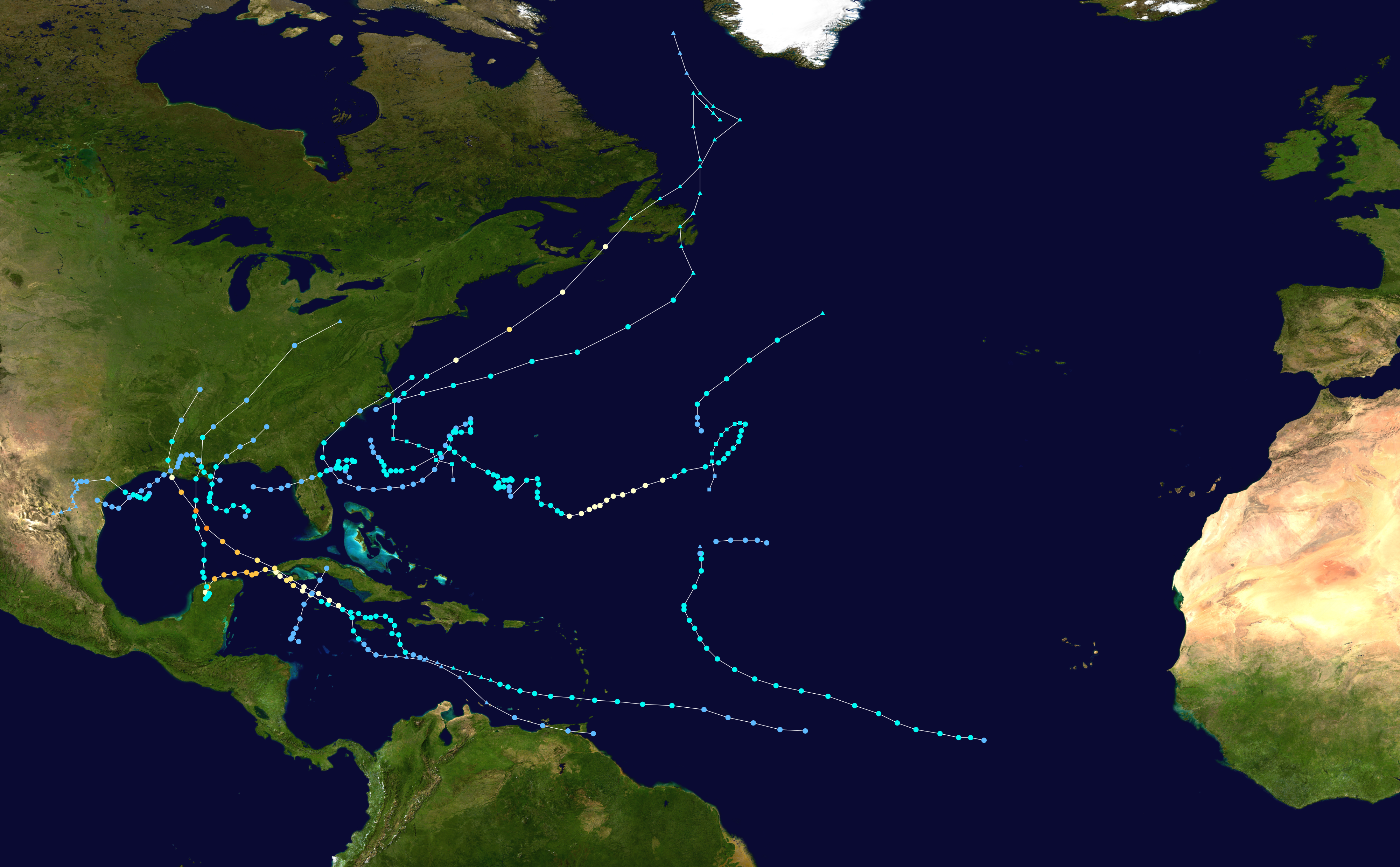
2002年大西洋飓风季所有风暴的路径图。

2002年大西洋飓风季是一次活跃程度在中等水平的大西洋飓风季，共计形成了12个获得命名的风暴。飓风季从2002年6月1日正式开始，同年11月30日结束，传统上这样的日期界定了一年中绝大多数热带气旋在大西洋盆地形成和发展的时间段。不过今年的第一个风暴亚瑟要一直到7月14日才形成，全年的最后一个热带气旋第十四号热带低气压又早在10月16日就已消散。
全季共产生了14个热带气旋，其中12个达到热带风暴强度，4个发展成飓风，两个成为大型飓风。本季造成人员伤亡和财产损失最多的两场飓风分别是飓风伊西多尔和飓风丽丽，其中伊西多尔的规模异常之大，最大持续风速达到每小时205公里，成为整个飓风季仅有的两场大型飓风之一。飓风丽丽是全季最强烈的风暴，最强风力时速达230公里，不过之后登陆路易斯安那州时已大幅减弱。
这个时间轴中记录了全年大西洋所有热带气旋形成、增强、减弱、登陆、转变成温带气旋以及消散的具体信息。还包括实际操作中没有发布的信息，如美国国家飓风中心在风暴过后进行的回顾。包括最大持续风速、位置、距离在内的所有数字都是经四舍五入换算成整数。.

## 风暴时间轴

### 6月
- 整个6月都没有热带气旋在大西洋盆地发展和形成[7]。

6月1日
- 协调世界时凌晨4点：2002年大西洋飓风季正式开始[2]。

### 7月
7月14日

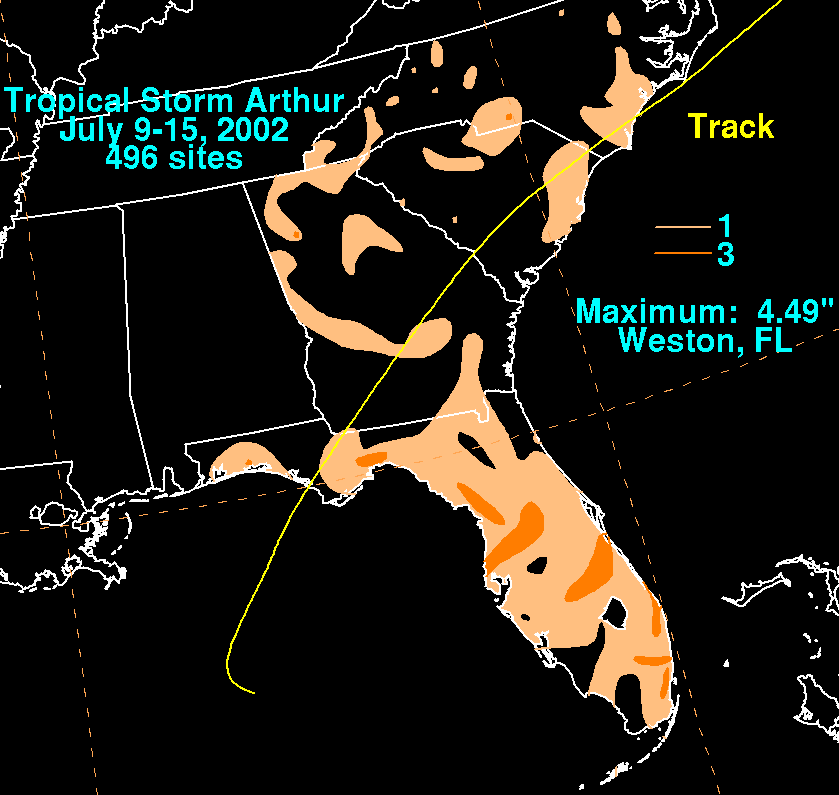
热带风暴亚瑟给美国东南部带去的降雨量分布。

- 下午18点：本季的第一号热带低气压由北卡罗莱纳州哈特拉斯（Hatteras）西南偏西方向约65公里海域的一片低气压区形成[8]。

7月15日
- 早上6点：第一号热带低气压增强成热带风暴亚瑟[8]。

7月16日
- 下午18点：热带风暴亚瑟在新斯科舍以南约560公里洋面达到风速每小时95公里，最低气压997毫巴（百帕，29.44英寸汞柱）的最高强度[8]。

7月17日
- 凌晨0点：热带风暴亚瑟在纽芬兰岛以南海域转变成温带气旋[8]。

### 8月
8月4日
- 下午18点：第二号热带低气压由路易斯安那州以东的一片低气压区发展形成[9]。

8月5日

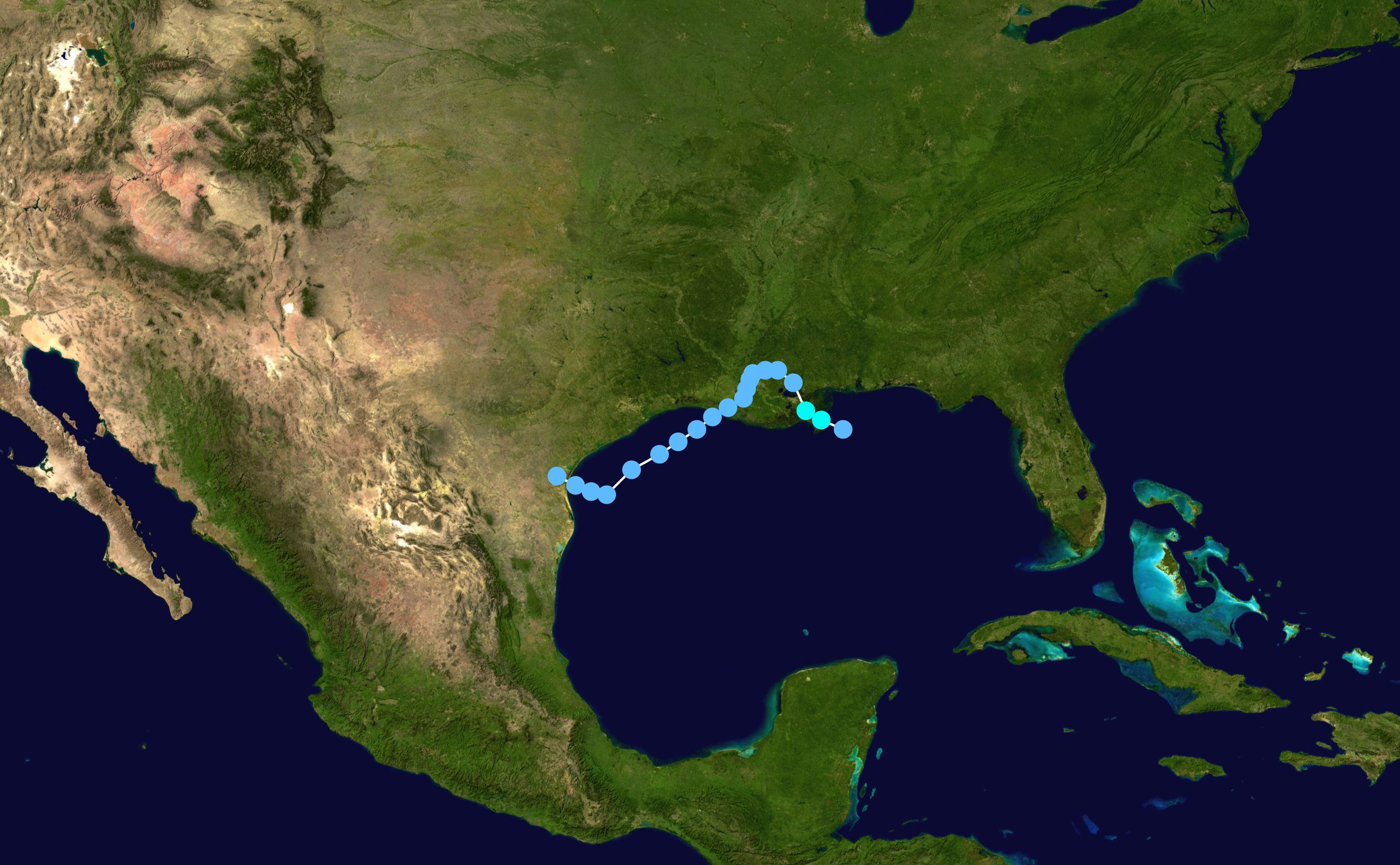
热带风暴伯莎的行进路径图。

- 凌晨0点：第二号热带低气压强化为热带风暴伯莎[9]。
- 凌晨1点：热带风暴伯莎达到风力时速65公里，最低气压1007毫巴（百帕，29.74英寸汞柱）的最高强度[9]。
- 凌晨2点：热带风暴伯莎以每小时65公里风速在路易斯安那州普拉克明堂区布斯维尔（Boothville）附近进行了首次登陆[9]。
- 中午12点：热带风暴伯莎在路易斯安那州东南部上空减弱为热带低气压[9]。
- 下午18点：第三号热带低气压由南卡罗莱纳州查尔斯顿东南偏东方向约240公里洋面的一片低气压区发展形成[10]。

8月6日
- 下午18点：第三号热带低气压增强成热带风暴克里斯托瓦尔[10]。

8月7日
- 凌晨0点：热带风暴克里斯托瓦尔达到最高强度，最低气压为999毫巴（百帕，29.5英寸汞柱）[10]。

8月8日

2002年8月7日的热带风暴克里斯托瓦尔

- 早上6点：热带风暴克里斯托瓦尔达到每小时85公里的最高风速[10]。

8月9日
- 凌晨0点：热带风暴克里斯托瓦尔被北卡罗莱纳州哈特拉斯角（Cape Hatteras）东南方向约480公里海域的一片锋区吸收[10]。
- 上午8点：热带低气压伯莎以每小时40公里风速在德克萨斯州格里芬波因特（Griffins Point）附近进行第二次也是最后一次登陆[9]。
- 下午18点：热带低气压伯莎在德克萨斯州东南部上空消散[9]。

8月29日
- 中午12点：第四号热带低气压由佛得角群岛最西面的西南方向约890公里的一片低气压区发展形成[11]。
- 下午18点：第四号热带低气压增强成热带风暴多莉[11]。

8月30日
- 中午12点：热带风暴多莉达到风速每小时95公里，最低气压997毫巴（百帕，29.44英寸汞柱）的最高强度[11]。

### 9月
9月1日

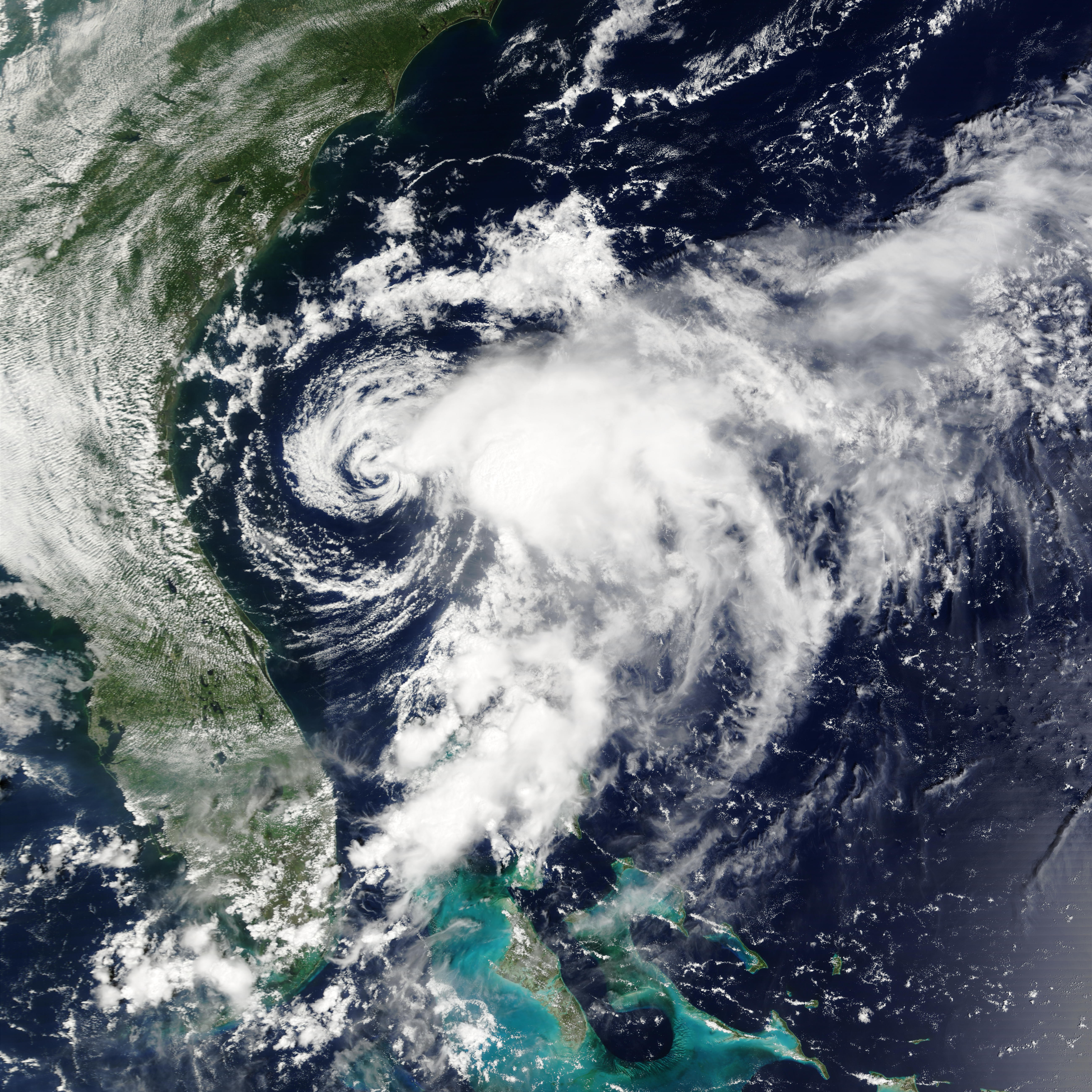
2002年9月3日即将达到最高强度的热带风暴爱德华。

- 下午18点：第五号热带低气压由戴通纳海滩以东约195公里海域的一片低气压区形成[12]

9月2日
- 早上6点：第五号热带低气压增强成热带风暴爱德华[12]。

9月3日
- 中午12点：热带风暴爱德华达到风速每小时100公里，最低气压1002毫巴（百帕，29.59英寸汞柱）的最高强度[12]。

9月4日
- 中午12点：热带风暴多莉降级为热带低气压[11]。
- 下午18点：热带低气压多莉退化成一片没有对流的残留低气压区[11]。

9月5日
- 凌晨0点45分：热带风暴爱德华以每小时65公里风速从佛罗里达州奥蒙德海滩附近登陆[12]。
- 早上6点：热带风暴爱德华在佛罗里达州上空弱化成热带低气压[12]。
- 下午18点：第六号热带低气压由德克萨斯州加尔维斯敦东南方向约140公里洋面的一片低气压区发展形成[13]。

9月6日
- 凌晨0点：第六号热带低气压在德克萨斯州加尔维斯敦东南方向约175公里海域达到热带风暴强度并因此获命名为“费伊”（Fay）[13]。
- 下午18点：热带低气压爱德华在佛罗里达州西北狭长地带以南洋面消散[12]。

9月7日

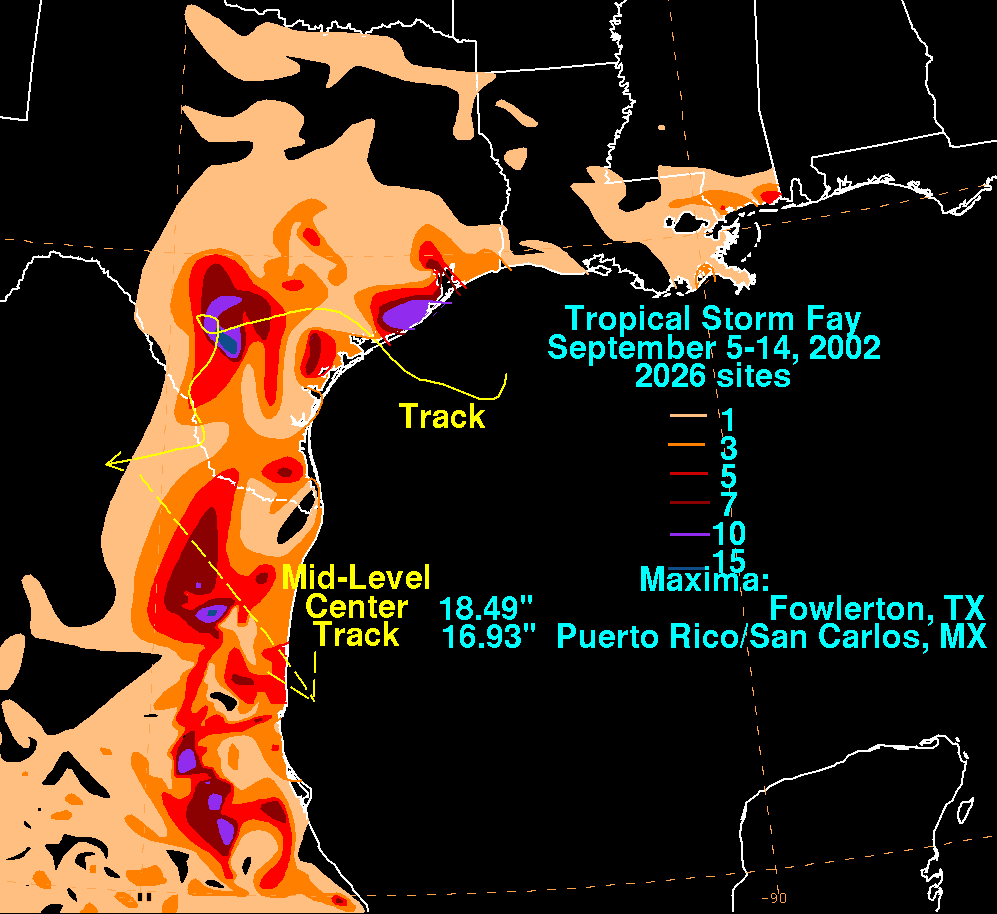
热带风暴费伊给德克萨斯州和墨西哥带去的降水分布。

- 凌晨0点：热带风暴费伊在德克萨斯州加尔维斯敦东南方向约205公里海域达到风速每小时95公里，最低气压998毫巴（百帕，29.47英寸汞柱）的最高强度[13]。
- 上午9点：热带风暴费伊以风速时速95公里强度从德克萨斯州卡尔霍恩县奥康纳港（Port O'Connor）以东约15公里处登陆[13]。
- 中午12点：热带风暴费伊减弱成热带低气压[13]。
- 中午12点：第七号热带低气压由百慕大东南偏东方向约1855公里洋面的一片低气压区发展形成。并且热带低气压这时已经达到了风速每小时55公里，最低气压1013毫巴（百帕，29.9英寸汞柱）的最高强度[14]。

9月8日
- 早上6点：热带低气压费伊在墨西哥山区上空退化成一片没有对流的残留低气压区[13]。
- 中午12点：第八号亚热带低气压由北卡罗莱纳州哈特拉斯角东南偏南方向约710公里海域的一片低气压区发展形成[15]。
- 下午18点：第七号热带低气压在百慕大东南方向约1370公里洋面消散[14]。
- 下午18点：第八号亚热带低气压增强成亚热带风暴古斯塔夫，成为第一个获得命名的亚热带风暴[15]。

9月10日
- 中午12点：亚热带风暴古斯塔夫转变成热带风暴古斯塔夫[15]。

9月11日

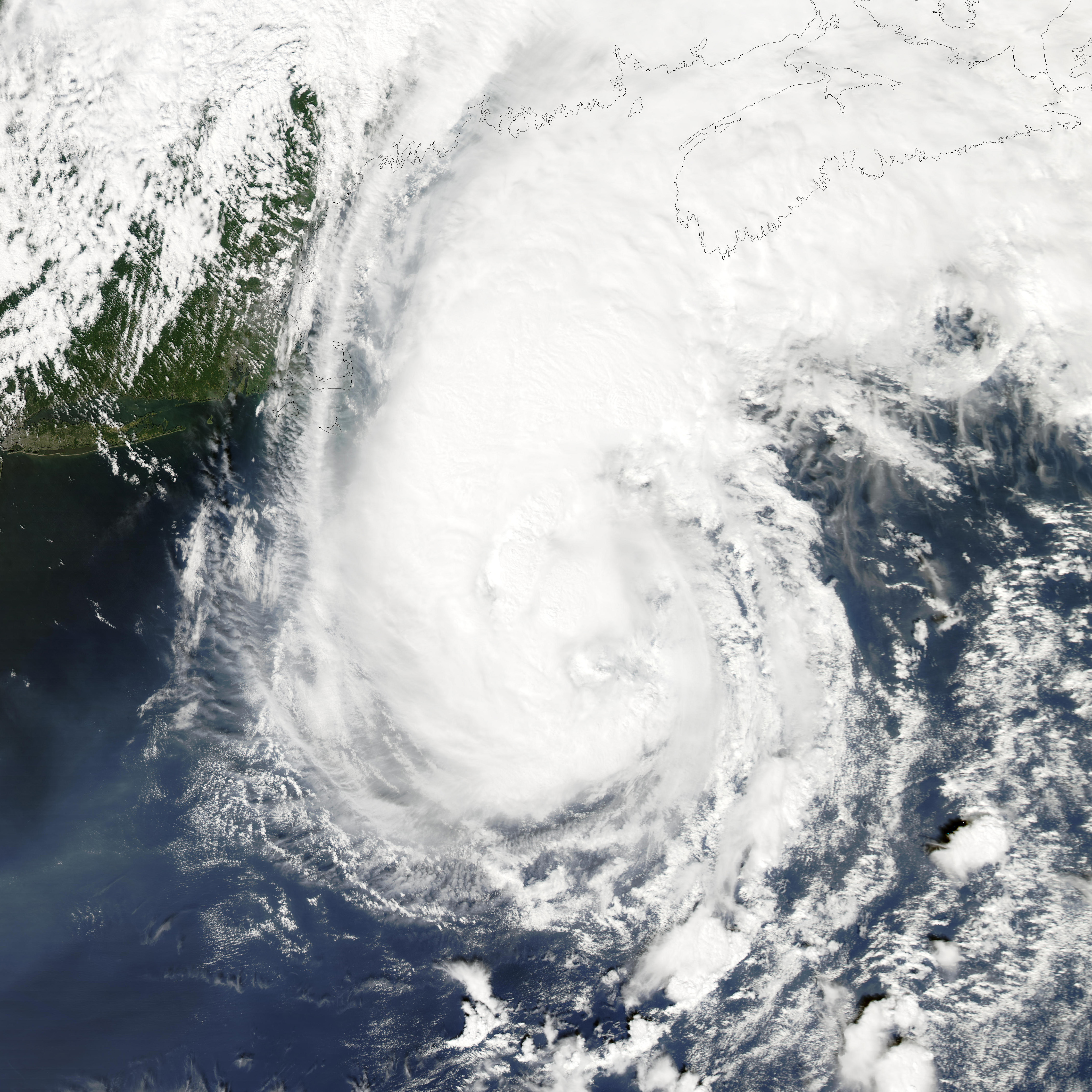
2002年9月11日，即将达到最高强度的二级飓风古斯塔风的卫星图像。

- 中午12点：热带风暴古斯塔夫达到萨菲尔-辛普森飓风等级下的一级飓风强度，成为2002年大西洋飓风季的首场飓风[15]。
- 下午18点：飓风古斯塔夫增强成二级飓风并达到风力时速每小时155公里的最高强度[15]。

9月12日
- 凌晨0点：飓风古斯塔夫减弱成一级飓风[15]。
- 凌晨0点：第九号热带低气压由佛罗里达州彭萨科拉以南约400公里海域的一片低气压区发展形成[16]。
- 凌晨4点：飓风古斯塔夫达到960毫巴（百帕，28.35英寸汞柱）的最低气压[15]。
- 凌晨4点30分：飓风古斯塔夫以每小时130公里风速登陆布雷顿角岛[15]。
- 早上6点：第九号热带低气压在佛罗里达州彭萨科拉以南约360公里洋面强化为热带风暴汉娜[16]。
- 上午9点：飓风古斯塔夫以风力时速120公里强度在纽芬兰岛进行了第二次，也是最后一次登陆[15]。
- 中午12点：飓风古斯塔夫在纽芬兰岛上空转变成温带气旋[15]。

9月14日
- 凌晨0点：热带风暴汉娜在密西西比河河口以南约95公里海域达到风速每小时95公里，最低气压1001毫巴（百帕，29.56英寸汞柱）的最高强度[16]。
- 上午8点：热带风暴汉娜以风力时速每小时95公里强度在密西西比河河口附近登陆[16]。
- 下午15点：热带风暴汉娜在阿拉巴马州和密西西比州边界附近以每小时95公里风速进行了第二次，也是最后一次登陆[16]。
- 下午18点：热带风暴汉娜减弱成热带低气压[16]。
- 下午18点：第十号热带低气压由千里达及托巴哥附近的一片低气压区发展形成[4]。

9月15日

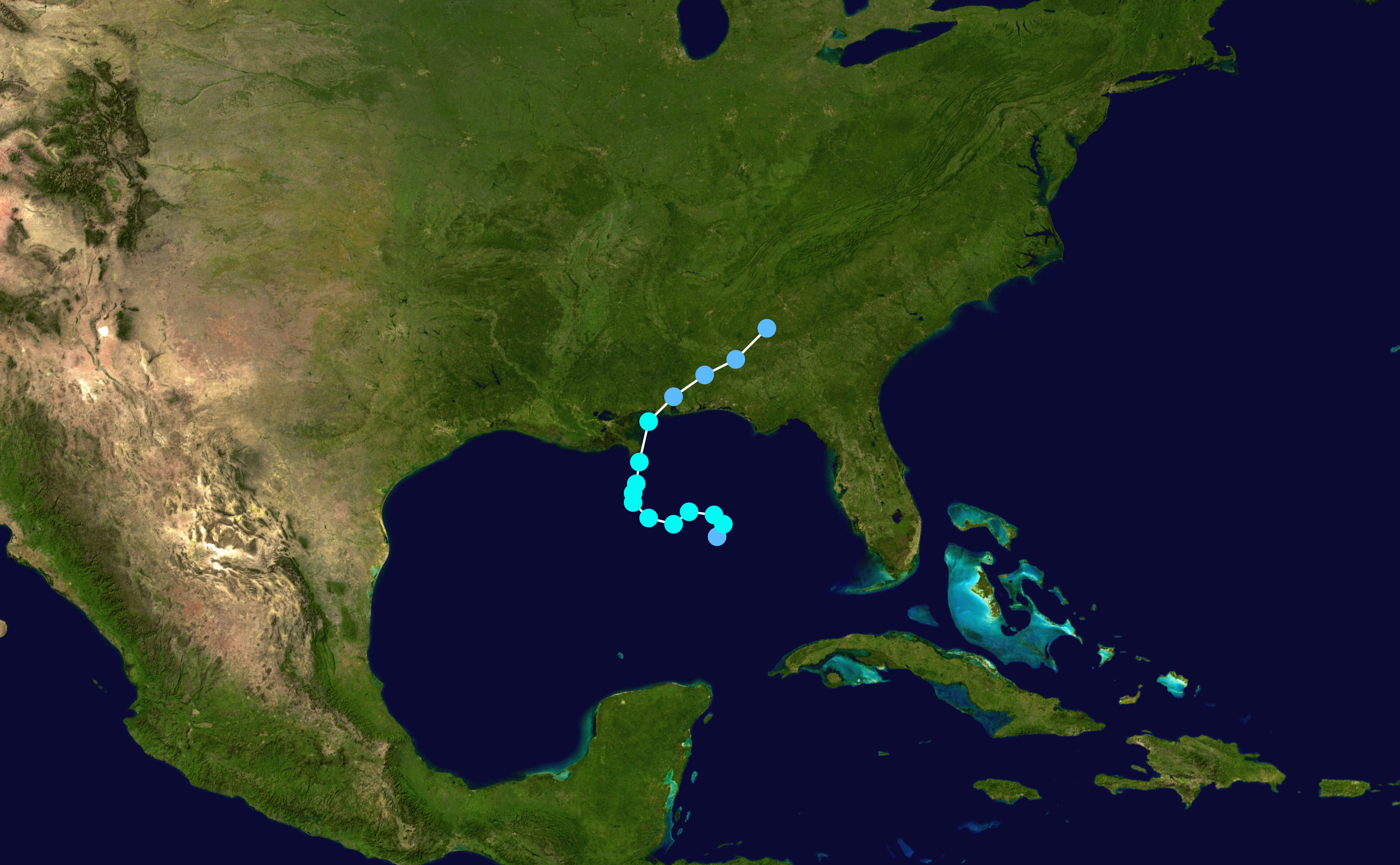
热带风暴汉娜的行进路径。

- 下午18点：热带低气压汉娜在阿拉巴马州上空消散[16]。
- 下午18点：第十号热带低气压在加勒比地区东部退化成东风波[4]。

9月17日
- 中午12点：第十号热带低气压退化成的东风波在京斯敦以南约195公里洋面再度达到热带低气压强度标准[4]。
- 中午12点：第十一号热带低气压由百慕大以东约1000公里海域的一片低气压区发展形成[17]。

9月18日
- 早上6点：第十号热带低气压增强为热带风暴伊西多尔[4]。
- 早上6点：第十一号热带低气压强化成热带风暴约瑟芬[17]。

9月19日

2002年9月19日热带风暴约瑟芬的卫星图像。

- 早上6点：热带风暴约瑟芬达到风速每小时65公里，最低气压1009毫巴（百帕，29.81英寸汞柱）的最高强度[17]。
- 中午12点：热带风暴约瑟芬转变成温带气旋[17]。
- 下午18点：热带风暴伊西多尔达到一级飓风强度，成为本季的第二场飓风[4]。
- 下午18点：约瑟芬的温带天气系统残留与一片更大规模的温带气旋合并[17]。

9月20日
- 早上6点：飓风伊西多尔增强成二级飓风[4]。
- 下午18点：飓风伊西多尔减弱成一级飓风[4]。
- 下午18点：第十二号亚热带低气压由百慕大东南偏东方向约1150公里洋面的一片低气压区发展形成[18]。
- 晚上21点：飓风伊西多尔以每小时140公里风速登陆古巴卡波弗朗西丝（Cabo Frances）[4]。

9月21日
- 早上6点：飓风伊西多尔再次达到二级飓风强度[4]。
- 早上6点：第十二号亚热带低气压在百慕大以东约1090公里海域强化成亚热带风暴凯尔[18]。

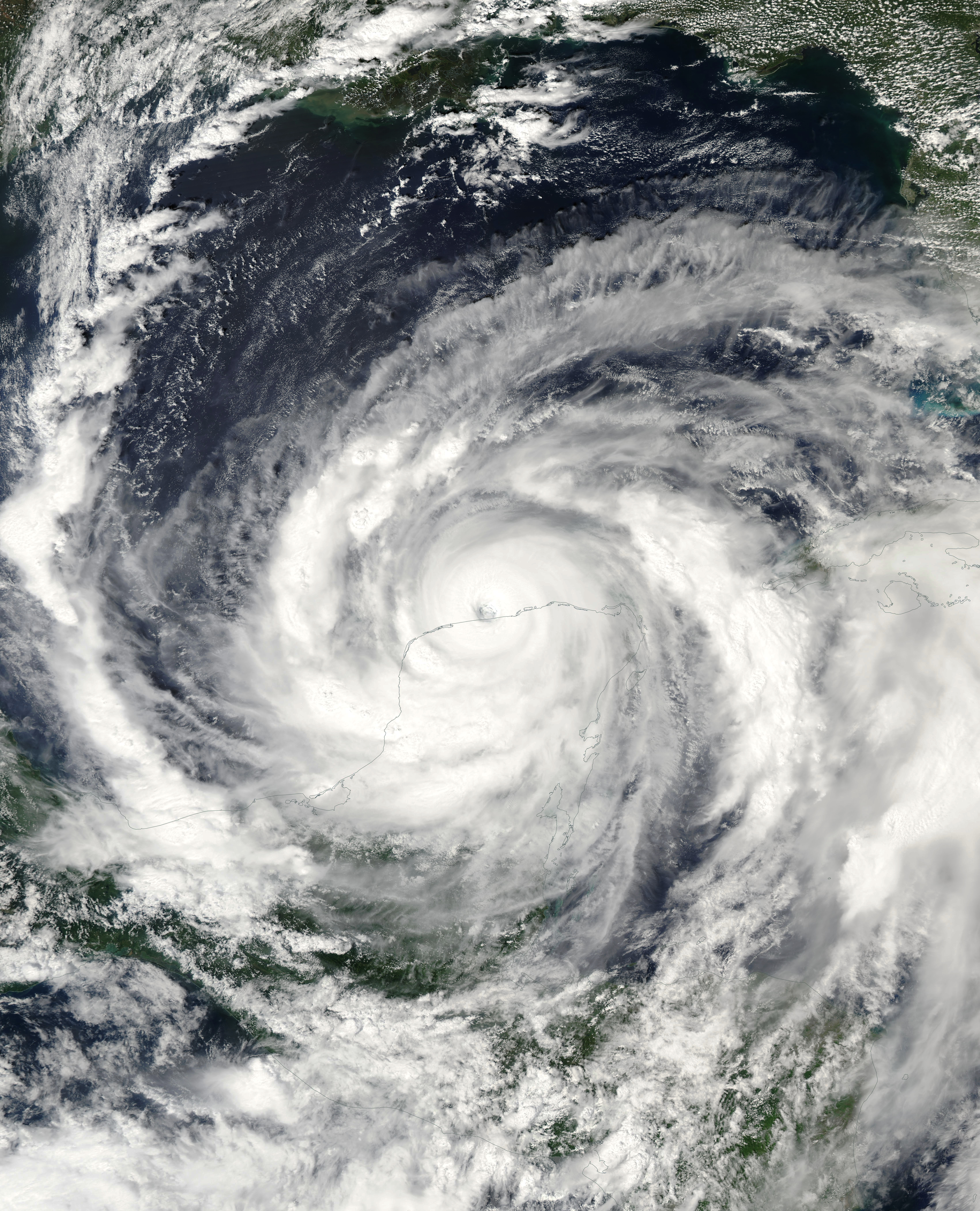
2002年9月22日，即将达到最高强度的三级飓风伊西多尔。

- 中午12点：飓风伊西多尔达到三级飓风强度，成为全季首场大型飓风[4]。
- 下午18点：第十三号热带低气压由向风群岛以东约1400公里洋面的一片低气压区发展形成[5]。

9月22日
- 中午12点：飓风伊西多尔达到风速每小时205公里，最低气压934毫巴（百帕，27.58英寸汞柱）的最高强度[4]。
- 晚上21点：飓风伊西多而以风力时速205公里强度登陆尤卡坦州特查克港（Telchac Puerto）[4]。

9月23日
- 凌晨0点：亚热带风暴凯尔在百慕大以东约1220公里海域转变成热带风暴凯尔[18]。
- 凌晨0点：第十三号热带低气压增强成热带风暴丽丽[5]。
- 早上6点：：飓风伊西多尔减弱成一级飓风[4]。
- 中午12点：飓风伊西多尔在尤卡坦半岛上空降级成热带风暴[4]。

9月25日
- 中午12点：热带风暴凯尔达到一级飓风强度[18]。
- 中午12点：热带风暴丽丽退化成东风波[5]。

9月26日
- 早上6点：热带风暴伊西多尔以每小时100公里风速在路易斯安那州以西附近登陆[4]。

9月27日
- 凌晨0点：热带风暴伊西多尔减弱成热带低气压[4]。
- 凌晨0点：飓风凯尔达到风速每小时140公里，最低气压980毫巴（百帕，28.94英寸汞柱）的最高强度[18]。
- 凌晨0点：热带风暴丽丽的残留再度增强成热带低气压[5]。
- 中午12点：热带低气压丽丽达到热带风暴强度[4]。
- 下午18点：热带低气压伊西多尔在宾夕法尼亚州西南部上空转变成温带气旋[4]。

9月28日

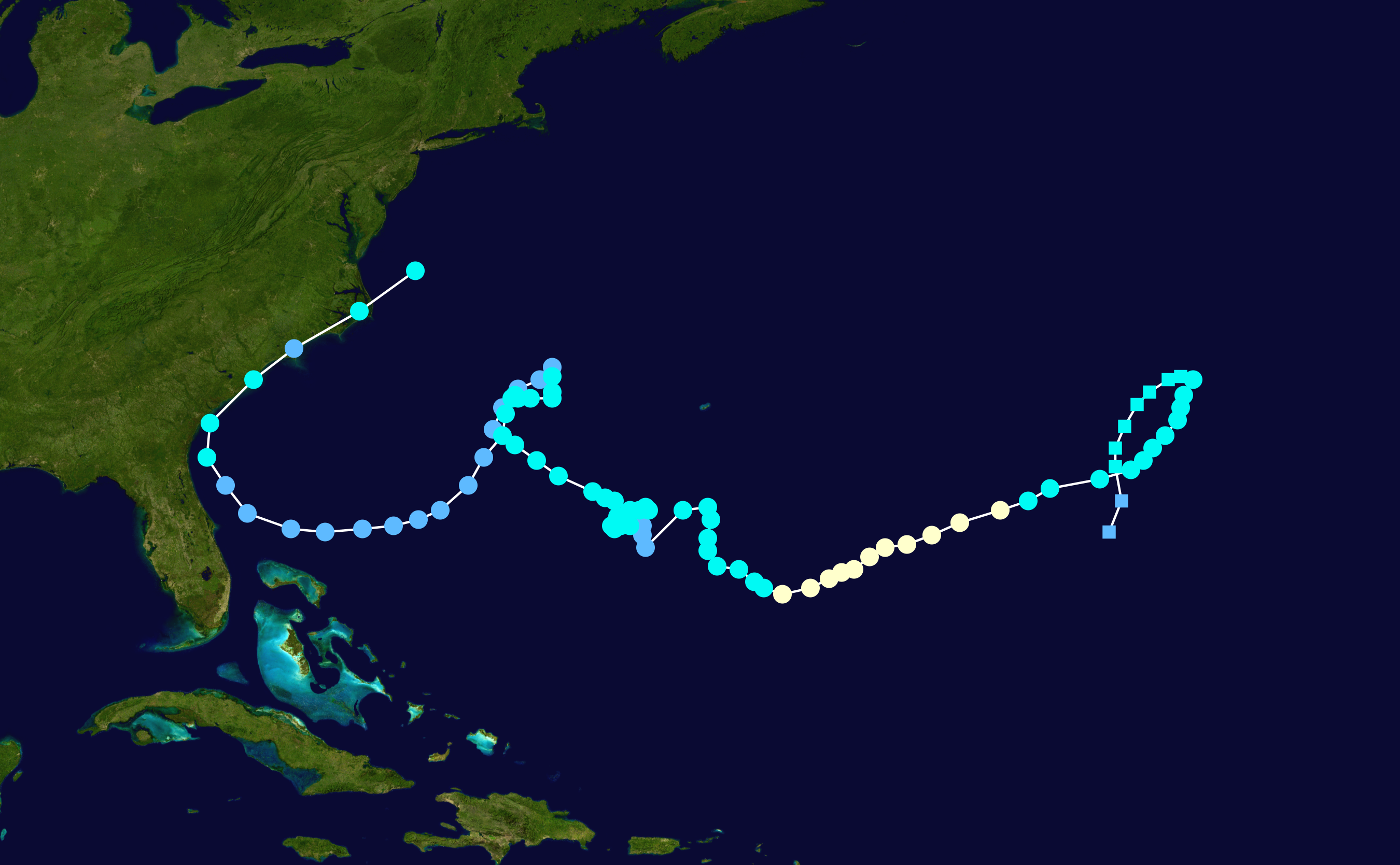
飓风凯尔的行进路线。

- 中午12点：飓风凯尔降级为热带风暴[18]。

9月30日
- 中午12点：热带风暴丽丽达到一级飓风强度[5]。
- 下午14点：飓风丽丽以每小时120公里风速首次登陆开曼群岛的开曼布拉克和小开曼[5]。
- 下午18点：热带风暴凯尔减弱成热带低气压[18]。

### 10月
10月1日
- 上午11点：飓风丽丽增强成二级飓风，并以风力时速165公里强度在古巴青年岛进行了第二次登陆[5]。
- 中午12点：热带低气压凯尔再次达到热带风暴强度[18]。
- 下午14点：飓风丽丽以每小时165公里风速在古巴比那尔德里奥省进行了第三次登陆[5]。

10月2日

2002年10月2日，本季最强劲的飓风丽丽即将达到最高强度。

- 早上6点：飓风丽丽强化为三级飓风，成为本季的第二场也是最后一场大型飓风[5]。
- 下午18点：飓风丽丽达到四级飓风标准，成为全季最强烈的风暴[5]。
- 晚上20点13分：飓风丽丽达到风速每小时230公里，最低气压938毫巴（百帕，27.7英寸汞柱）的最高强度[5]。

10月3日
- 早上6点：飓风丽丽减弱成三级飓风[5]。
- 中午12点：飓风丽丽弱化成一级飓风[5]。
- 下午13点：飓风丽丽以每小时150公里风速从路易斯安那州弗米利恩堂区的因特拉科斯特尔城（Intracoastal City）附近进行了第四次，也是最后一次登陆[5]。
- 下午18点：飓风丽丽减弱成热带风暴[5]。

10月4日
- 早上6点：热带风暴丽丽减弱成热带低气压[5]。
- 下午18点：热带低气压丽丽被田纳西州和阿肯色州边界附近上空的一片各大规模的温带低气压区吸收[5]。

10月5日
- 早上6点：热带风暴凯尔降级成热带低气压[18]。

10月6日
- 中午12点：热带低气压凯尔又一次达到热带风暴强度[18]。

10月8日
- 下午18点：热带风暴凯尔退化成热带低气压[18]。

10月11日
- 早上6点：热带低气压卡尔第四次成为热带风暴[18]。
- 下午17点：热带风暴凯尔以每小时65公里风速从南卡罗莱纳州麦克勒安威尔附近进行了首次登陆[18]。
- 晚上22点：热带风暴凯尔以每小时65公里风速在北卡罗莱纳州长滩附近进行了第二次也是最后一次登陆[18]。

10月12日
- 凌晨0点：热带风暴凯尔在北卡罗莱纳州瑟夫城（Surf City）附近减弱成热带低气压[18]。
- 早上6点：热带低气压凯尔在北卡罗莱纳州帕姆利科湾（Pamlico Sound）上空第五次达到热带风暴强度[18]。
- 下午18点：热带风暴凯尔与南塔克特西南偏南方向约450公里的一片冷锋融合，创下持续时间第三长的北大西洋热带气旋新纪录，截至2014年5月仍是有纪录以来持续时间第五长的大西洋飓风和唯一五次达到热带风暴强度的北大西洋热带气旋[18][7]。

10月14日

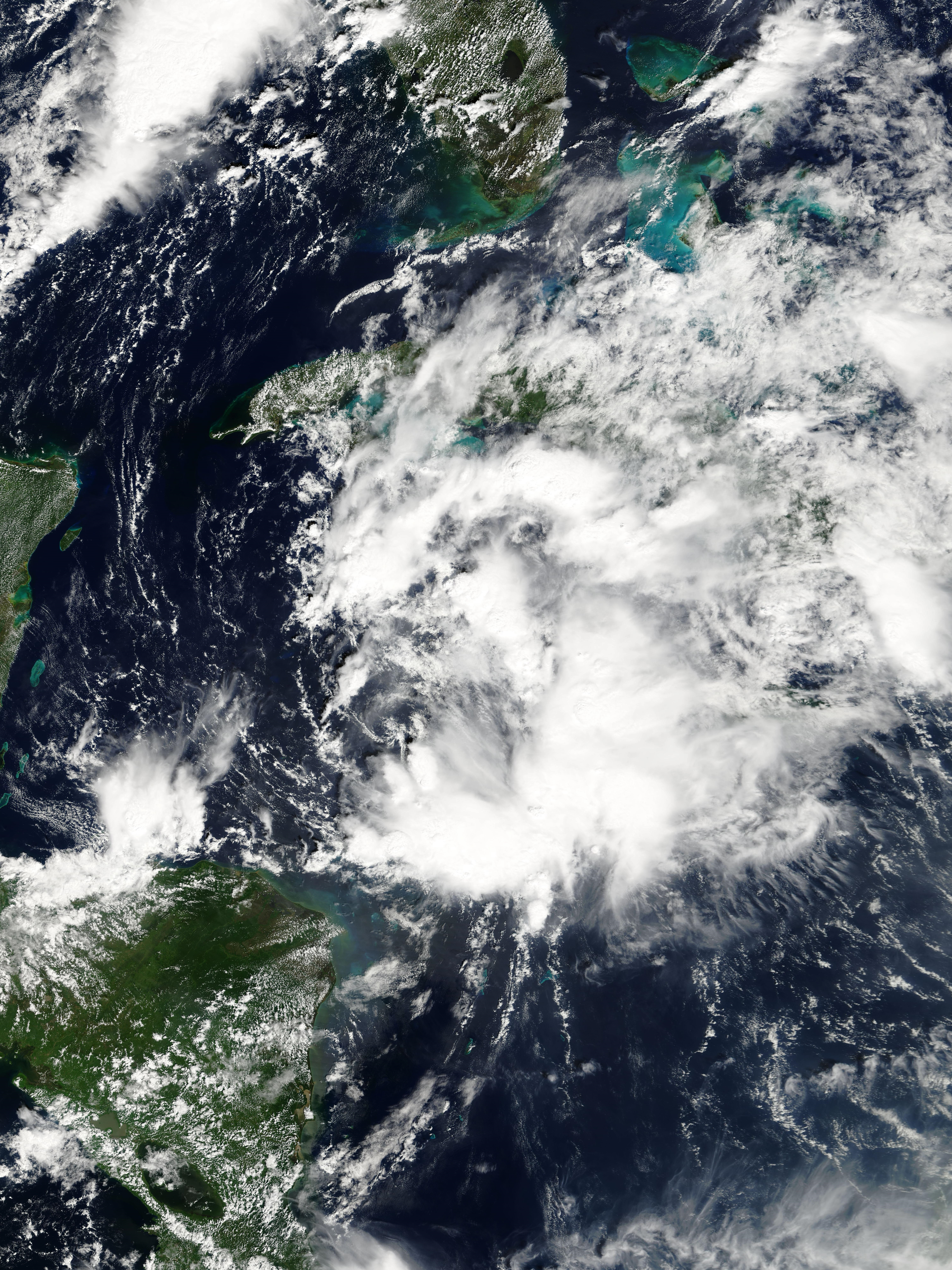
2002年10月15日位于古巴上空的第十四号热带低气压。

- 中午12点：第十四号热带低气压由格拉西亚斯-阿迪奥斯角东北偏北方向约195公里洋面的一片低气压区发展形成[19]。

10月15日
- 下午18点：第十四号热带低气压达到风速每小时55公里，最低气压1002毫巴（百帕，29.59英寸汞柱）的最高强度[19]。

10月16日
- 下午16点：第十四号热带低气压以每小时45公里风速在古巴西恩富戈斯附近登陆[19]。

10月17日
- 凌晨0点：第十四号热带低气压被古巴上空的一片冷锋吸收[19]。

### 11月
- 整个11月都没有热带气旋在大西洋盆地发展和形成[7]。

11月30日
- 凌晨4点：2002年大西洋飓风季正式结束[2]。

## 解释说明
1. ↑  根据美国国家海洋和大气管理局的定义，一个大西洋飓风季平均会形成12场热带风暴，其中6个会成为飓风，两场会达到大型飓风强度[1]。
2. ↑  大型飓风是指最大持续风速可以在萨菲尔-辛普森飓风等级中达到三级或以上的风暴[3]。